# Pedra Moabita
A Pedra Moabita ou Estela de Mesa, é uma pedra de basalto, com uma inscrição sobre Mesa, Rei de Moabe. Este registra a conquista de Moabe por Omri, Rei de Israel. Após a morte de Acabe, filho de Omri, Mesa revolta-se depois de prestar vassalagem por 40 anos. Esta inscrição completa e confirma o relato bíblico em II Reis 3:4-27. A estela teria sido feita, aproximadamente, por volta de 840 a.C..
A estela foi adquirida em Jerusalém pelo missionário alemão F. A. Klein, em 1868. Encontrada em Díbon, a antiga capital do Reino de Moabe, a 4 milhas a Norte do Rio Árnon. Encontra-se no Museu do Louvre, em Paris. Com a excepção de algumas variações, mostra que a escrita dos moabitas era idêntica ao hebraico. Menciona o Tetragrama Sagrado no lado direito da estela, na linha 18. É um documento de grande importância e interessante relativo ao estudo da linguística hebraica, ou seja, a formação e evolução do alfabeto hebraico.
A Pedra Moabita confirma o nome de locais e de cidades moabitas mencionadas no texto bíblico: Atarote e Nebo (Números 32:34-38), Aroer, o Vale de Árnon, planalto de Medeba, Díbon (Josué 13:9), Bamote-Baal, Bet-Baal-Meon, Jaaz [em hebr. Yahats] e Quiriataim (Josué 13:17-19), Bezer (Josué 20:8), Horonaim (Isaías 15:5), e Bet-Diblataim e Queriote (Jeremias 48:22-24).

## Transcrição em hebraico moderno
A inscrição da Pedra Moabita transcrita nos caracteres hebraicos modernos:
```
1. אנכ. משע. בנ. כמש.. . מלכ. מאב. הד
2. יבני | אבי. מלכ. על. מאב. שלשנ. שת. ואנכ. מלכ
3. תי. אחר. אבי | ואעש. הבמת. זאת. לכמש. בקרחה | ב[נס. י]
4. שע. כי. השעני. מכל. המלכנ. וכי. הראני. בכל. שנאי | עמר
5. י. מלכ. ישראל. ויענו. את. מאב. ימנ. רבן. כי. יאנפ. כמש. באר
6. צה | ויחלפה. בנה. ויאמר. גמ. הא. אענו. את. מאב | בימי. אמר. כ[...]
7. וארא. בה. ובבתה | וישראל. אבד. אבד. עלמ. וירש. עמרי. את א[ר]
8. צ. מהדבא | וישב. בה. ימה. וחצי. ימי. בנה. ארבענ. שת. ויש
9. בה. כמש. בימי | ואבנ. את. בעלמענ. ואעש. בה. האשוח. ואבנ
10. את. קריתנ | ואש. גד. ישב. בארצ. עטרת. מעלמ. ויבנ. לה. מלכ. י
11. שראל. את. עטרת | ואלתחמ. בקר. ואחזה | ואהרג. את. כל. העמ. [מ]
12. הקר. רית. לכמש. ולמאב | ואשב. משמ. את. אראל. דודה. ואס
13. חבה. לפני. כמש. בקרית | ואשב. בה. את. אש. שרנ. ואת. אש
14. מחרת | ויאמר. לי. כמש. לכ. אחז. את. נבה. על. ישראל | וא
15. הלכ. הללה. ואלתחמ. בה. מבקע. השחרת. עד. הצהרמ | ואח
16. זה. ואהרג. כלה. שבעת. אלפנ. גברנ. ו[גר]נ | וגברת. וגר
17. ת. ורחמת | כי. לעשתר. כמש. החרמתה | ואקח. משמ. א[ת. כ]
18. לי. יהוה. ואסחב. המ. לפני. כמש | ומלכ. ישראל. בנה. את
19. יהצ. וישב. בה. בהלתחמה. בי | ויגרשה. כמש. מפני | ו
20. אקח. ממאב. מאתנ. אש. כל. רשה | ואשאה. ביהצ. ואחזה.
21. לספת. על. דיבנ | אנכ. בנתי. קרחה. חמת. היערנ. וחמת
22. העפל | ואנכ. בנתי. שעריה. ואנכ. בנתי. מגדלתה | וא
23. נכ. בנתי. בת. מלכ. ואנכ. עשתי. כלאי. האש[וח למי]נ. בקרב
24. הקר | ובר. אנ. בקרב. הקר. בקרחה. ואמר. לכל. העמ. עשו. ל
25. כמ. אש. בר. בביתה | ואנכ. כרתי. המכרתת. לקרחה. באסר
26. [י]. ישראל | אנכ. בנתי. ערער. ואנכ. עשתי. המסלת. בארננ.
27. אנכ. בנתי. בת. במת. כי. הרס. הא | אנכ. בנתי. בצר. כי. עינ
28. ----- ש. דיבנ. חמשנ. כי. כל. דיבנ. משמעת | ואנכ. מלכ
29. ת[י] ----- מאת. בקרנ. אשר. יספתי. על. הארצ | ואנכ. בנת
30. [י. את. מה]דבא. ובת. דבלתנ | ובת. בעלמענ. ואשא. שמ. את. [...]
31. --------- צאנ. הארצ | וחורננ. ישב. בה. ב
32. --------- אמר. לי. כמש. רד. הלתחמ. בחורננ | וארד
33. ---------[ויש]בה. כמש. בימי. ועל[...]. משמ. עש
34. -------------- שת. שדק | וא

```

## Transcrição em português da Pedra Moabita (em revisão)
"Eu Mesa, filho de [deus] Quemós [...], Rei de Moabe, o dibonita – o meu pai reinou sobre Moabe 30 anos e eu reinei depois do meu pai – fiz este lugar alto para Quemós, Qarhoh, porque ele me salvou de todos os reis e me fez triunfar de todos os meus adversários. No que toca a Omri, Rei de Israel [Setentrional], este humilhou Moabe durante muito tempo, porque Quemós estava irritado com sua terra. E o seu filho seguiu-o e disse também: Hei-de humilhar Moabe. No meu tempo ele o disse, mas eu triunfei sobre ele e a sua casa, enquanto Israel tinha perecido para sempre! Omri tinha ocupado a terra de Mádaba e Israel tinha habitado lá no seu tempo e durante metade do tempo do seu filho [Acabe, filho de Omri], por 40 anos; mas Quemós habitou ali, no meu tempo.
E construí Baal-Meon, fazendo nela um reservatório [ou cisterna]; construí também Qaryaten. Os homens de Gade tinham sempre habitado a terra de Atarot e o rei de Israel tinha construído Atarot para eles; mas eu combati contra a cidade e tomei-a e matei todos os habitantes da cidade para satisfação de Quemós e Moabe. E trouxe dali Arel, seu cabecilha, arrastando-o para diante de Quemós em Qeriot e estabeleci homens de Sharon e de Maharit. E Quemós disse-me: Vai e toma [o Monte] Nebo a Israel. Assim, eu fui de noite e combati contra ela, desde do raiar aurora até meio-dia, tomando-a e matando todos, 7 mil homens, mulheres, rapazes, raparigas e servas, por que tinham sido devotados anátema [ou destruição] para Ashtar-Quemós. E dali os tirei [...]  do YHWH ou YHVH,arrastando até diante de Quemós. E o rei de Israel tinha construído Yahaz e residia ali, enquanto lutava contra mim, mas Quemós tirou-o de diante de mim. E tomei de Moabe duzentos homens de guerra, todos de primeira classe, e coloquei-os contra Yahaz e tomei-a para anexar Díbon.
Fui eu que construí Qarhoh, o muro das florestas e muro da cidadela; também construí as suas portas e construí as suas torres e construí a casa do Rei e fiz os seus reservatórios para água, dentro da cidade. E não havia cisterna dentro da cidade de Qarhoh, por isso disse ao povo: Que cada um de vós faça uma cisterna para si mesmo, na sua casa. E eu cortei vigas para Qarhoh com prisioneiros israelitas. Construí Aroer e fiz a estrada no Vale de Aroer; construí Bet-Bamot, pois tinha sido destruída; construí Becer – pois estava em ruínas – com 50 homens de Dibon, pois todo o território de Díbon era minha leal dependência.
E reinei em paz sobre as 100 cidades que tinha acrescentado ao país. E eu construí [...], Medeba, Bet-Diblaten e Bet-Baal-Meon, e estabeleci ali o […] país. E quando Hauronen, ali moraram [...] Quemós disse-me: Vai lá baixo e combate contra Hauronen. E eu desci e combati contra a cidade e tomei-a, e Quemós habitou lá no meu tempo ..."